# I dinastia egípcia
A primeira dinastia de faraós egípcios faz parte, juntamente com a segunda dinastia, da Época Tinita (os Hórus tinitas - por terem origem em Tis, no Alto Egito) ou período arcaico da sua história, indo de 3200 a.C. até 2778 a.C (variando estas datas consoante as fontes bibliográficas).
A primeira e segunda dinastia são, ainda, unidas sob a designação de "Período Protodinástico", sendo antecedida, por alguns autores, de uma Dinastia 0.
Começou com a unificação do Alto Egito com o Baixo Egito. Formava-se, assim, um reino que ia da primeira catarata em Assuão até ao Delta do Nilo, ao longo deste rio.
Os documentos históricos que nos chegam desta época são escassos, reduzindo-se a alguns monumentos e alguns objectos que ostentam o nome dos governantes. A chamada "paleta de Narmer" é, sem dúvida, destes objectos, o mais importante e mais discutido. Uma das razões para esta falta de documentação deve-se ao facto de escrita estar, então, em desenvolvimento, não existindo na forma acabada dos hieróglifos que conhecemos hoje.
Grandes túmulos reais em Abidos, Nacada e Sacará, juntamente com os cemitérios em Helouan, perto de Mênfis, revelam estruturas construídas em grande parte de madeira e tijolo de adobe. A pedra era, parcamente, utilizada no revestimento de paredes e do chão. A pedra era aplicada essencialmente na manufactura de ornamentos, recipientes e estátuas.

## Lista de Faraós
A primeira dinastia foi composta pelos seguintes faraós (por ordem cronológica):
| Nome       | Comentários        | Data do reinado  |
| ---------- | ------------------ | ---------------- |
| Narmer     | ou Menés?          | 3200 – 3049 a.C. |
| Atótis     |                    |                  |
| Quenquenés |                    | 3049 – 3008 a.C. |
| Uenefés    |                    | 3008 – 2975 a.C. |
| Merneite   | Regente de Usafedo | –                |
| Usafedo    | ou Udimu           | 2975 – 2935 a.C. |
| Miebido    | ou Enezibe         | 2935 – 2925 a.C. |
| Semempsés  |                    | 2925 – 2916 a.C. |
| Bienequés  |                    | 2916 – 2890 a.C. |